# Чехов Ігор Володимирович
Ігор Володимирович Чехов (1930—1989) — головний редактор журналу рос. «Филателия СССР» (1975—1987), член Спілки журналістів СРСР, член Президії Правління Всесоюзного товариства філателістів (ВТФ).

## Біографія
Після закінчення в 1954 році Московського державного університету імені М. В. Ломоносова Ігор Володимирович працював у журналі рос. «Клуб и художественная самодеятельность», спочатку літературним співробітником, а потім відповідальним секретарем.
З 1966 по 1969 рік працював заступником головного редактора журналу рос. «Советский шахтёр».
З 1970 по 1975 рік обіймав посаду завідувача сектором друку ВЦРПС.
У 1975 році І. В. Чехов очолив журнал «Филателия СССР» (з шостого номера), де чимало зробив для популяризації видання серед читачів і зростання його тиражу. У 1987 році, випустивши шостий номер журналу, за станом здоров'я він пішов на пенсію. І. В. Чехов був членом Президії Правління ВТФ.
Бібліографія
У 1981 році видавництво «Радио и связь» випустило книгу І. В. Чехова у співавторстві з Л. О. Сладкова «Марки — друзья природы». Книга вийшла в серії «Бібліотека юного філателіста».
У 1990 році, після смерті І. В. Чехова, у видавництві «Детская литература» вийшла в світ книга «Визитная карточка страны», співавтором якої він був. Книга була видана значним тиражем — 100 000 примірників і оповідала про поштові марки, історії їх виникнення й колекціонування. Книга була оформлена дуже барвисто, з безліччю ілюстрацій.